# Perșani (sit SCI)
Perșani (sit SCI) este o arie protejată (arie specială de conservare — SAC, sit de importanță comunitară — SCI) din România, desemnată în scopul protejării biodiversității și menținerii într-o stare de conservare favorabilă a florei spontane și faunei sălbatice, precum și a habitatelor naturale de interes comunitar aflate în arealul zonei de protecție. Aceasta este situată în sud-estul Transilvaniei, pe teritoriul județului Brașov.

## Localizare
Aria naturală se întinde în centrul județului Brașov (în zona depresionar-colinară a Munților Perșani), ocupând teritoriile administrative ale comunelor: Dumbrăvița, Șinca și Șinca Nouă. Aceasta este străbătută de drumul național DN1 care leagă municipiul Brașov de Făgăraș.

## Înființare
Zona a fost declarată sit de importanță comunitară prin Ordinul nr. 2.387 din 29 septembrie 2011 (pentru modificarea Ordinului ministrului mediului și dezvoltării durabile nr. 1.964/2007 privind instituirea regimului de arie naturală protejată a siturilor de importanță comunitară, ca parte integrantă a rețelei ecologice europene Natura 2000 în România) și se întinde pe o suprafață de 2.261 hectare. Situl a fost protejat și ca arie specială de conservare în mai 2022

## Biodiversitate
Situl reprezintă o zonă naturală (păduri de foioase, păduri în amestec, păduri aluviale, râuri, mlaștini, turbării, pășuni, fânețe, terenuri arabile, culturi) încadrată în bioregiunea alpină centrală a Munților Perșani (subunitate geomorfologică a Subcarpații de Curbură, aparținând lanțului carpatic al Orientalilor) și cea continentală nord-vestică a depresiunii Țări Bârsei. Acesta asigură culoar ecologic de pasaj (între Carpații Meridionali și cei Orientali) pentru carnivore mari (urs, lup) și adăpostește patru clase de habitate (Păduri în tranziție, Păduri caducifoliate, Pajiști ameliorate și Alte terenuri arabile) ce favorizează condiții de hrană pentru mai multe specii protejate din fauna sălbatică (mamifere, reptile, amfibieni, nevertebrate) a țării.
La baza desemnării sitului se află căteva specii faunistice; dintre care unele protejate prin Directiva Consiliului European 92/43/CE din 21 mai 1992 (privind conservarea habitatelor naturale și a speciilor de faună și floră sălbatică) sau aflate pe lista IUCN.
Mamifere cu specii de: urs brun (Ursus arctos), cerb (Cervus elaphus),  căprioară (Capreolus capreolus), vulpe (Vulpes vulpes), mistreț (Sus scrofa), lup cenușiu (Canis lupus), râs eurasiatic (Lynx lynx), vidră de râu (Lutra lutra);
Reptile și amfibieni: șarpele de alun (Coronella austriaca), șarpele lui Esculap (Elaphe longissima), șarpele orb (Anguis fragilis), năpârcă (Natrix natrix), șopârlă de câmp (Lacerta agilis), gușter (Lacerta viridis), șopârla de ziduri (Podarcis muralis), sălămâzdră de uscat (Salamandra salamandra), broască râioasă brună (Bufo bufo), broasca de pământ (Pelobates fuscus), broască râioasă verde (Bufo viridis),  brotacul-verde-de-copac (Hyla arborea), broasca roșie de pădure (Rana dalmatina), broasca verde de pădure (Rana esculenta), broasca roșie de munte (Rana temporaria);
Nevertebrate: o insectă din specia Lucanus cervus (rădașcă), precum și mai multe specii de fluturi.

## Căi de acces
- Drumul național DN1 pe ruta: Brașov - Ghimbav - Codlea - Vlădeni - Perșani.

## Monumente și atracții turistice
În vecinătatea sitului se află mai multe obiective de interes istoric, cultural și turistic; astfel:
- Ansamblul bisericii evanghelice fortificate din Codlea (Biserica evanghelică, încăperi pentru provizii și incintă fortificată cu turnuri de apărare), construcție sec. XV - XIX, monument istoric.

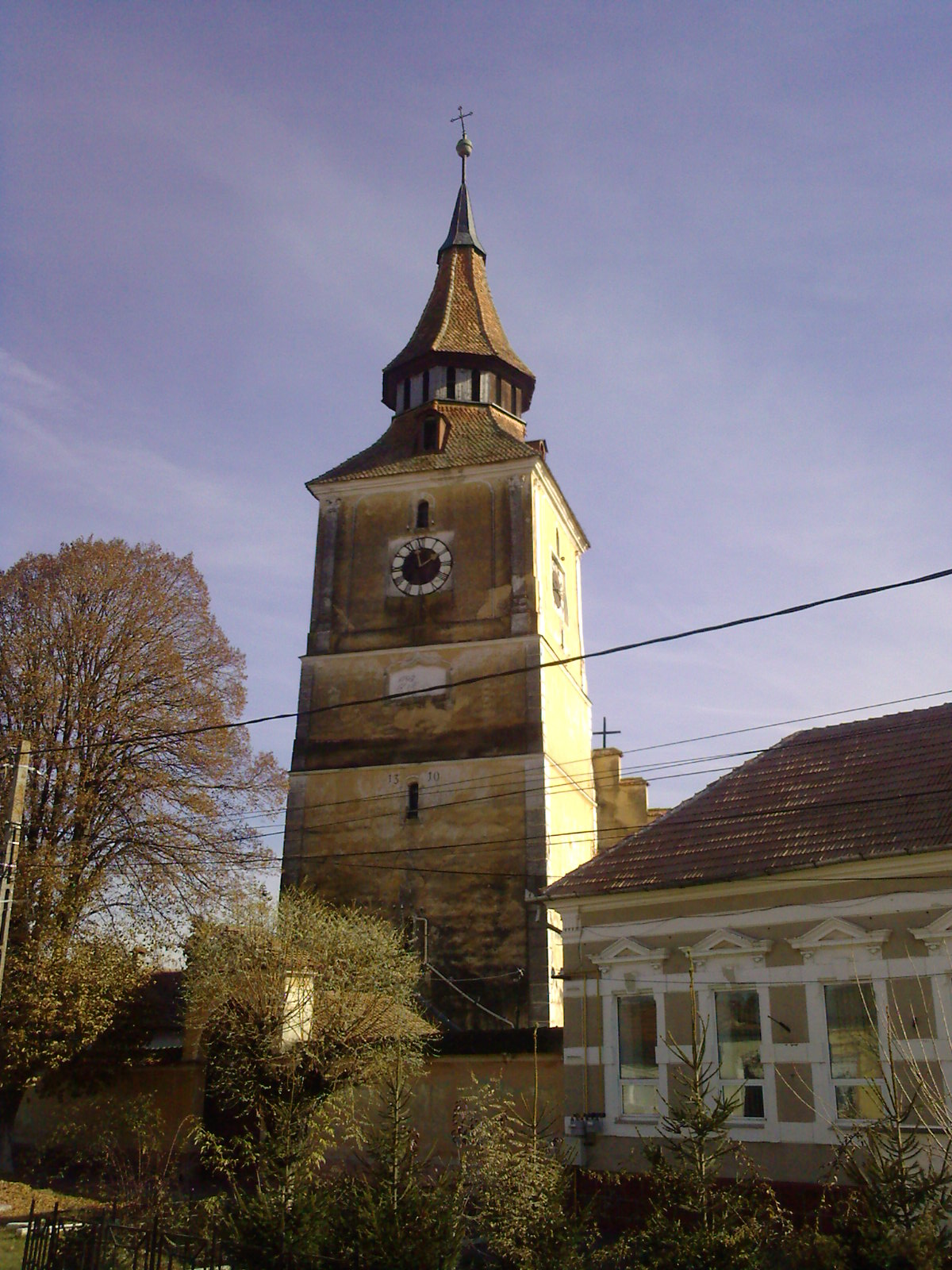
Biserica fortificată din Bod

- Biserica evanghelică fortificată din Bod (monument istoric),   construită în jurul anului 1300 și restaurată în 1710, dar se prăbușește în anul 1802 în urma unui cuteremur, urmând ca între anii 1804-1806, pe fundația bisericii vechi, să fie construit actualul lăcaș de cult[16].
- Biserica de lemn din Șinca Nouă, construcție 1761, monument istoric.
- Biserica "Sf. Nicolae" din Bod, construcție 1776, monument istoric.
- Biserica "Sf. Arhangheli" din Hălchiu, construcție 1791, monument istoric.
- Biserica evanghelică din Hălchiu, construcție 1807, monument istoric.
- Biserica de lemn "Sfântul Dumitru" din Satu Nou (monument istoric). Lăcașul de cult a fost construit în anul 1688 la Rășinari, Sibiu de unde a fost adusă și refăcută pe locul actual în anul 1889.
- Mănăstirea rupestră din dealul Pleșiu (cunoscută și ca: „Templul Ursitelor”, „Mănăstirea Săpată în Piatră” sau „Templul de la Șinca Veche”) nedatată[17]
- Moara veche din Dumbrăvița, construcție 1887, monument istoric.
- Castrul roman de la Șinca Veche
- Situl arheologic "Dealul Plopilor" de la Bod (Epoca medievală timpurie, Epoca romană, Hallstatt, Latène, Epoca bronzului, Neolitic).
- Munții Măgura Codlei
- Complexul piscicol Dumbrăvița - arie de protecție specială avifaunistică înființată în 2005; iar din 2006, prin Convenția Ramsar aceasta este desemnată ca zonă umedă de importanță internațională[18]